# Rio Alba
O Rio Alba é um rio da Romênia, afluente do rio Şuşiţa.